# みんなの水族館
『みんなの水族館』（みんなのすいぞくかん）は、タイトーより2010年3月25日に発売されたニンテンドーDS用ゲームソフト。
2018年にNintendo Switch用ソフト『ダライアス コズミックコレクション』を発表するまで、本タイトルがタイトー最後のコンシューマ向けゲームソフトであった。

## 概要
ミニゲーム形式で進行する水族館バラエティーゲーム。水族館で様々な行動をとることによってアクアスターを集めることが目的。